# Retábulo rococó

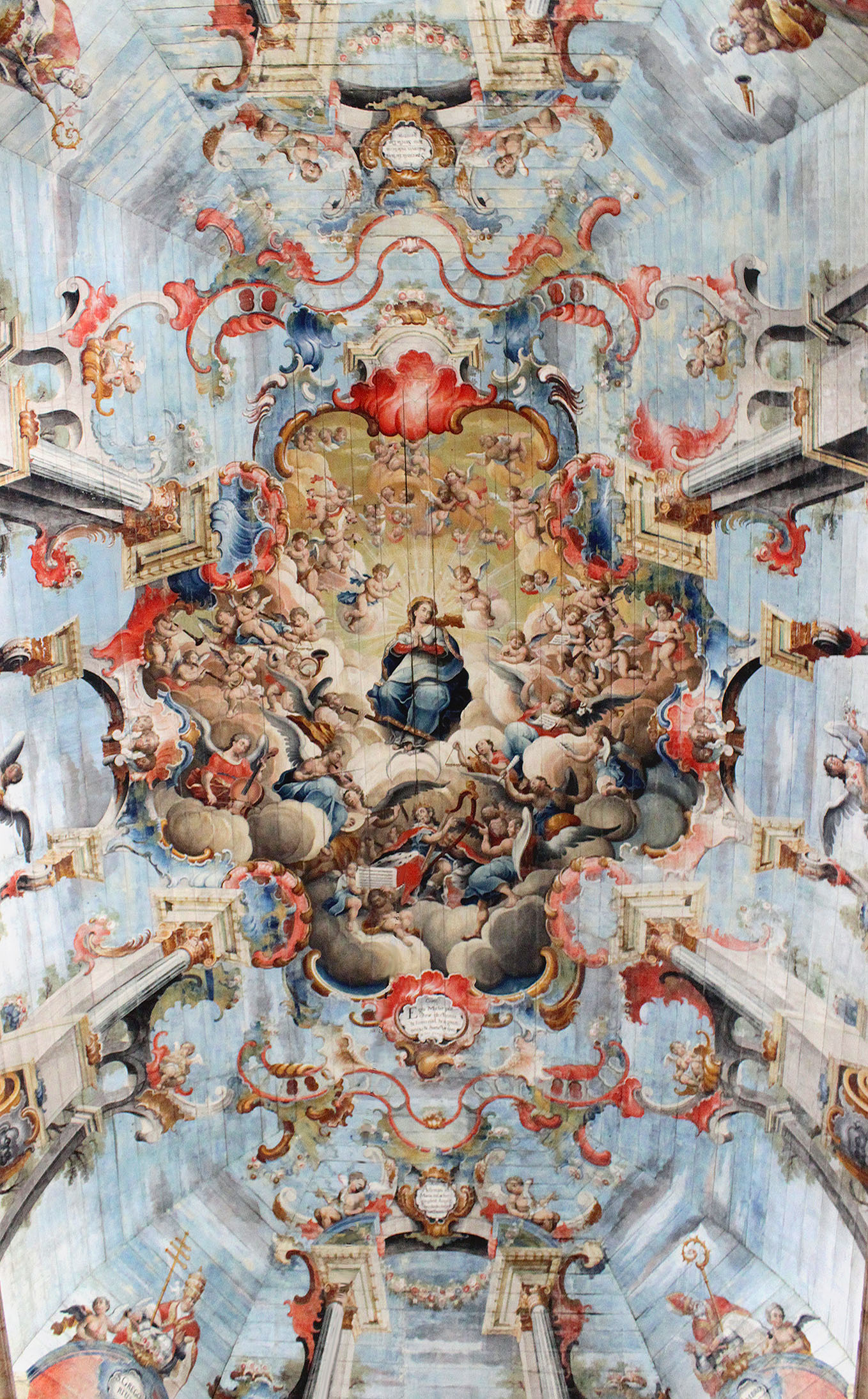
Igreja de São Francisco de Assis em Ouro Preto - detalhe da ornamentação com retábulos rococós

Retábulo rococó é um tipo de retábulo construído durante a vigência do estilo rococó, a partir do fim do século XVIII até início do século XIX, com forte influência francesa.

## Características do retábulo rococó
- Maior dignidade arquitetônica do que escultórica ou simplesmente ornamental;
- Abandono da coluna torsa em favor da coluna direita (reta);
- Em vez do antigo douramento integral, uso de uma policromia com ornamentos de ouro em leves cinzeladuras sobre um fundo branco ou azul e vermelho;
- Abandono praticamente geral de toda a decoração antropomorfa, zoomorfa ou fitomorfa dos retábulos das fases anteriores;
- Ornamentação de gosto rococó — rocalhas ou conchas estilizadas em desenhos esgarçados, laços, flores, guirlandas e folhagens, com fundos brancos e douramentos nas partes principais da decoração, e muitas vezes é encimado por grande frontão escultórico;[1]
- Composição assimétrica dos desenhos ornamentais.[2]

## No Brasil
Exemplos do rococó no Brasil com os retábulos: Igreja de São Francisco de Assis, em Ouro Preto (MG), e Igreja Matriz de Nossa Senhora do Rosário, em Pirenópolis (GO).